# Hässleholms filfabrik

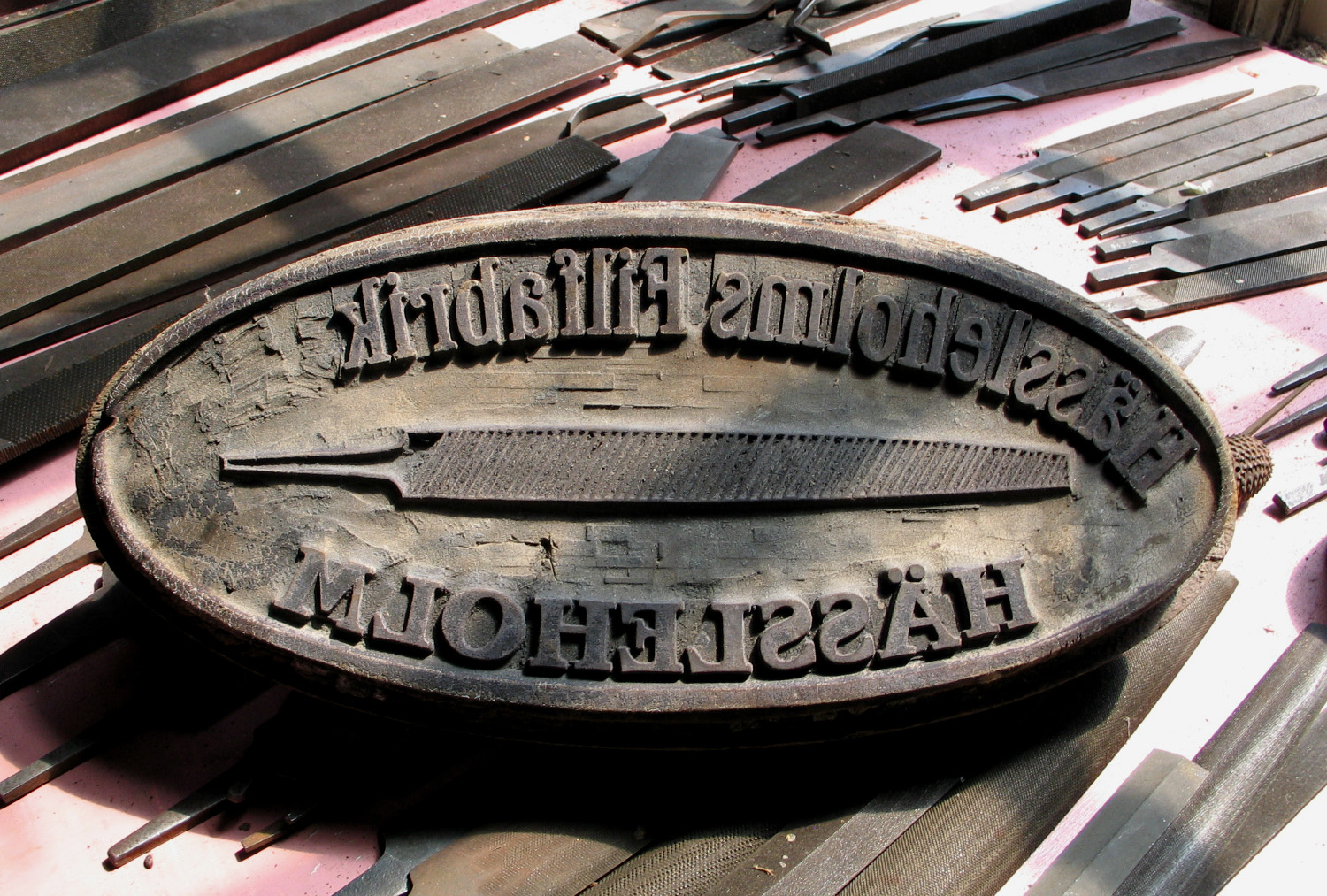
Fabrikens stämpel för lådor och kartonger

Hässleholms filfabrik är ett industriminne och arbetslivsmuseum i Hässleholm i Skåne.

## Historia
Den första tiden
Hässleholms filfabrik var en av många. Omkring sekelskiftet 1900 fanns det filhuggerier i de flesta orter med mekanisk verkstadsindustri och i Göingebygden i Osby, Hässleholm och Vittsjö. Filhuggeriet i Hässleholm startades av bröderna Svensson, som redan hade en fabrik i Osby. Produktionen under första världskriget var mycket stor och när en tomt i närheten av Hässleholms järnvägsstation kunde anskaffas flyttade man verksamheten dit. Fabriken, en kopia av Osbyanläggningen, stod klar 1917 och man flyttade dit maskiner och verktyg. Därefter stängdes Osbyfabriken. Så länge kriget pågick exporterades allt man hann tillverka till Tyskland. Men med freden 1918 förbyttes högkonjunkturen i depression och företaget gick i konkurs 1919.   
Philip Waldau köpte företaget på auktion
Fabriken bjöds ut på auktion 1920 och den ropades in med maskiner och inventarier av Philip Waldau för 85000 kronor. Waldau var en känd industriman i staden. Han anställde David Forsberg som disponent och denne lyckades ta hem en order från Sovjetunionen på 150000 dussin trekantsfilar, kompletterad året därpå med en beställning på ytterligare 12000 dussin. Företaget expanderade och hade i mitten av 1920-talet 21 anställda. Men 30-talsdepressionen slog hårt och 1931 blev det konkurs.    
Ny konkursauktion
I december 1931 ropades företaget in av AB Hässleholms kapsylfabrik för 58000 kronor. Eftersom Waldau ägde kapsylfabriken, så var det inte fråga om något egentligt ägarbyte. Disponent Forberg fortsatte att leda fabriken, men konjunkturerna var så dåliga att tillverkningen mestadels låg nere. 
Anställda arrenderade
År 1936 arrenderade sex tidigare anställda fabriken i ett försök att få igång produktionen igen, men det gick inte att uppnå lönsamhet och man gav upp.
Karl Adamsson
Mot slutet av 1930-talet förbättrades konjunkturen och den kunnige yrkesmannen Karl Adamsson passade på att arrendera fabriken 1937. Den 10 maj registrerade han Hässleholms filfabrik i sitt namn. Därefter gick företaget allt bättre och 1940 köpte Karl Adamsson hela rörelsen. Med åren kom det att bli ett äkta familjeföretag, då sönerna efterhand börjar arbeta på fabriken. Nytillverkningen upphörde snart och man inriktade sig helt på att hugga om begagnade filar, men slipmaskiner tog allt mera över filens roll inom industrin och orderingången minskade. Familjen lyckades emellertid att driva rörelsen fram till nedläggningen 1986, då endast Egon och Hans Adamsson fanns kvar, bl.a. genom att köpa begagnade maskiner från nedlagda fabriker.

## Museet
Efter nedläggningen donerades fabriken till Hässleholms kommun som i sin tur överlät inventarierna till Västra Göinge Hembygdsförening. Tyvärr stod byggnaden övergiven i tjugo år och blev med tiden helt vandaliserad. 2006 beviljade länsstyrelsen ett anslag, så att byggnaden kunde restaureras i Regionmuseet Kristianstads regi. Man lagade fönster, dörrar och tak, sanerade för duvträck och installerade belysning, värme och el. Därefter har eldsjälar från Västra Göinge Hembygdsförening renoverat maskinparken, så att det nu går att demonstrera hur man arbetade i en filfabrik, med fungerande, delvis remdrivna, maskiner.

## Bilder från museet

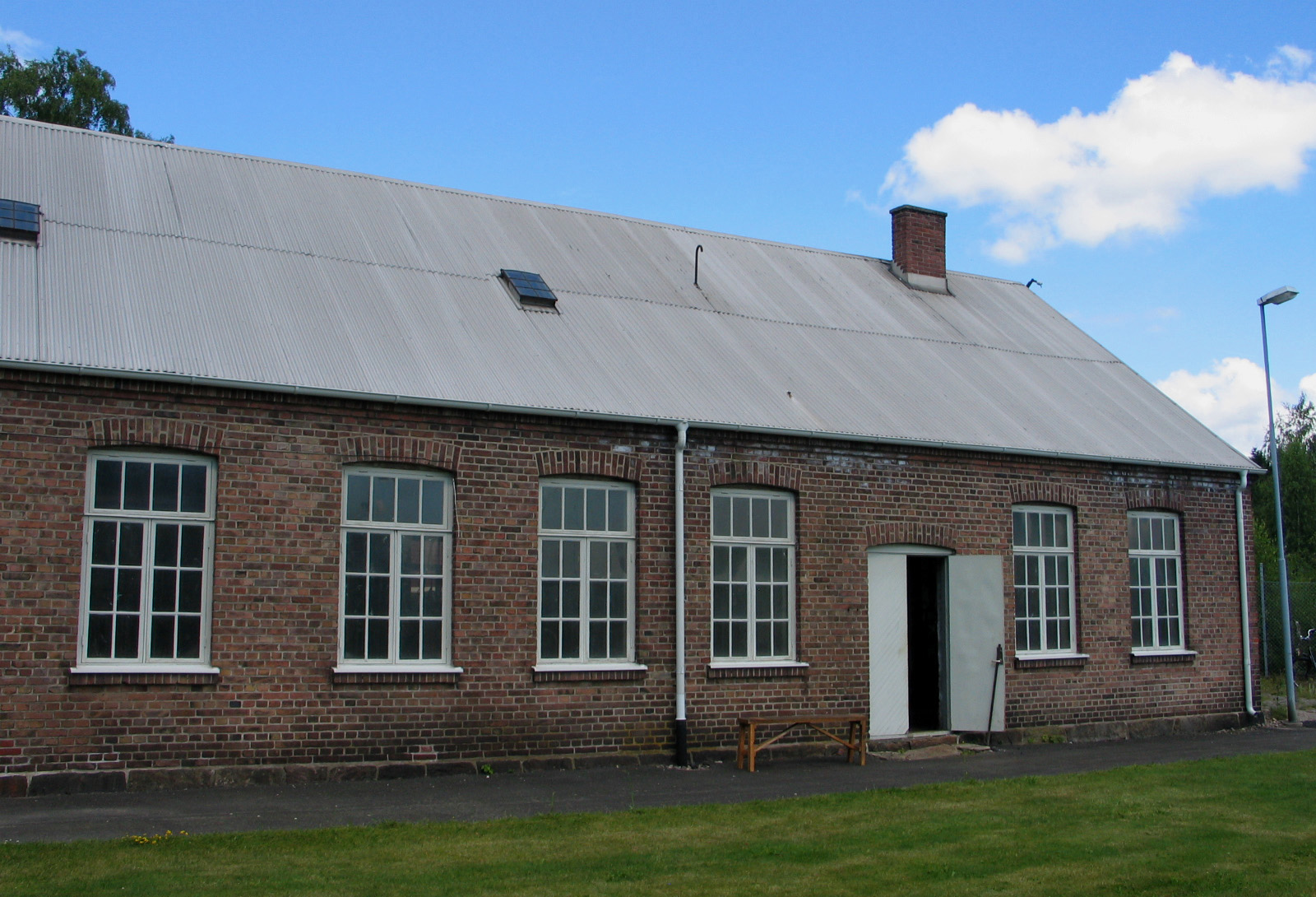
Exteriör
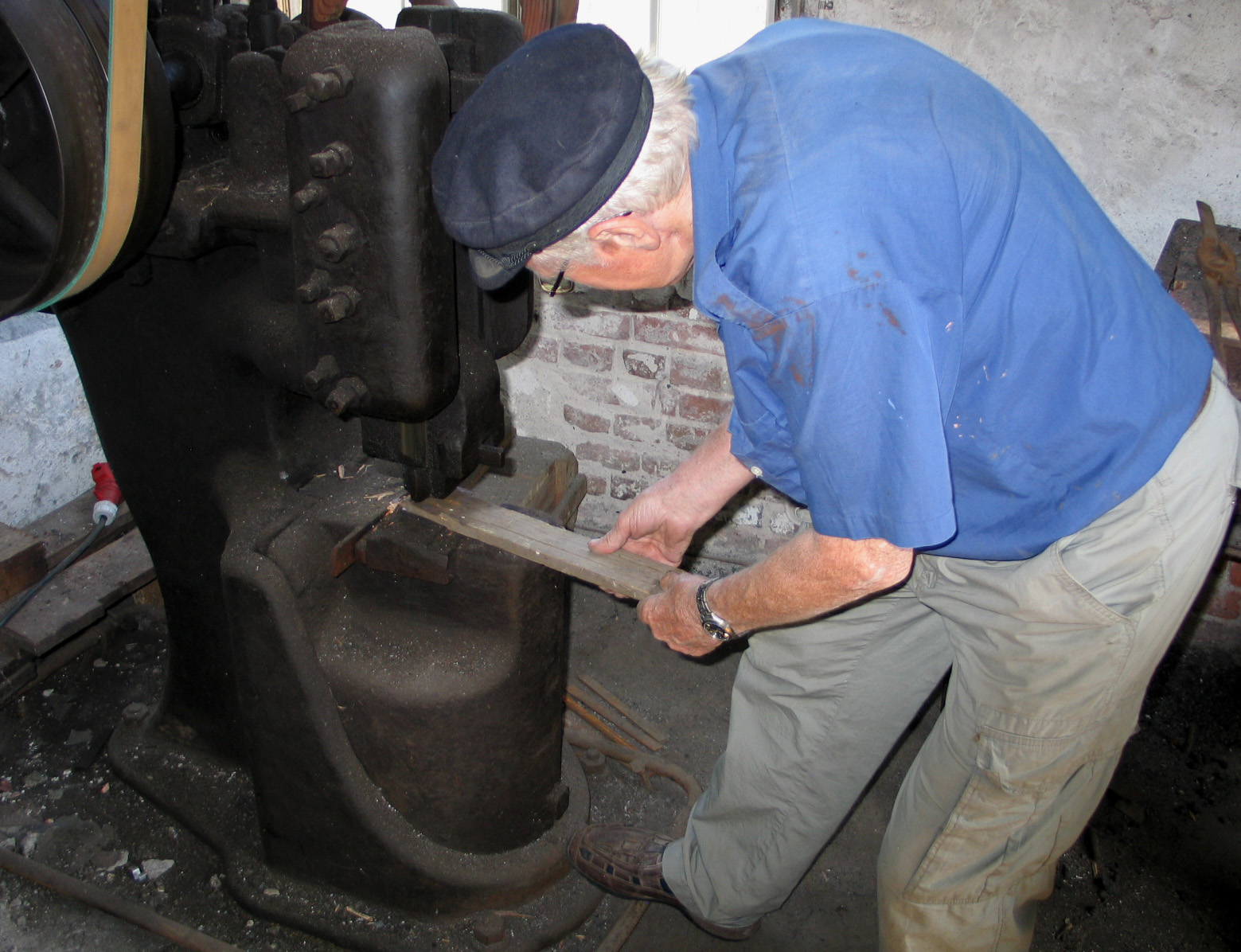
Nils Karlsson vid smideshammaren
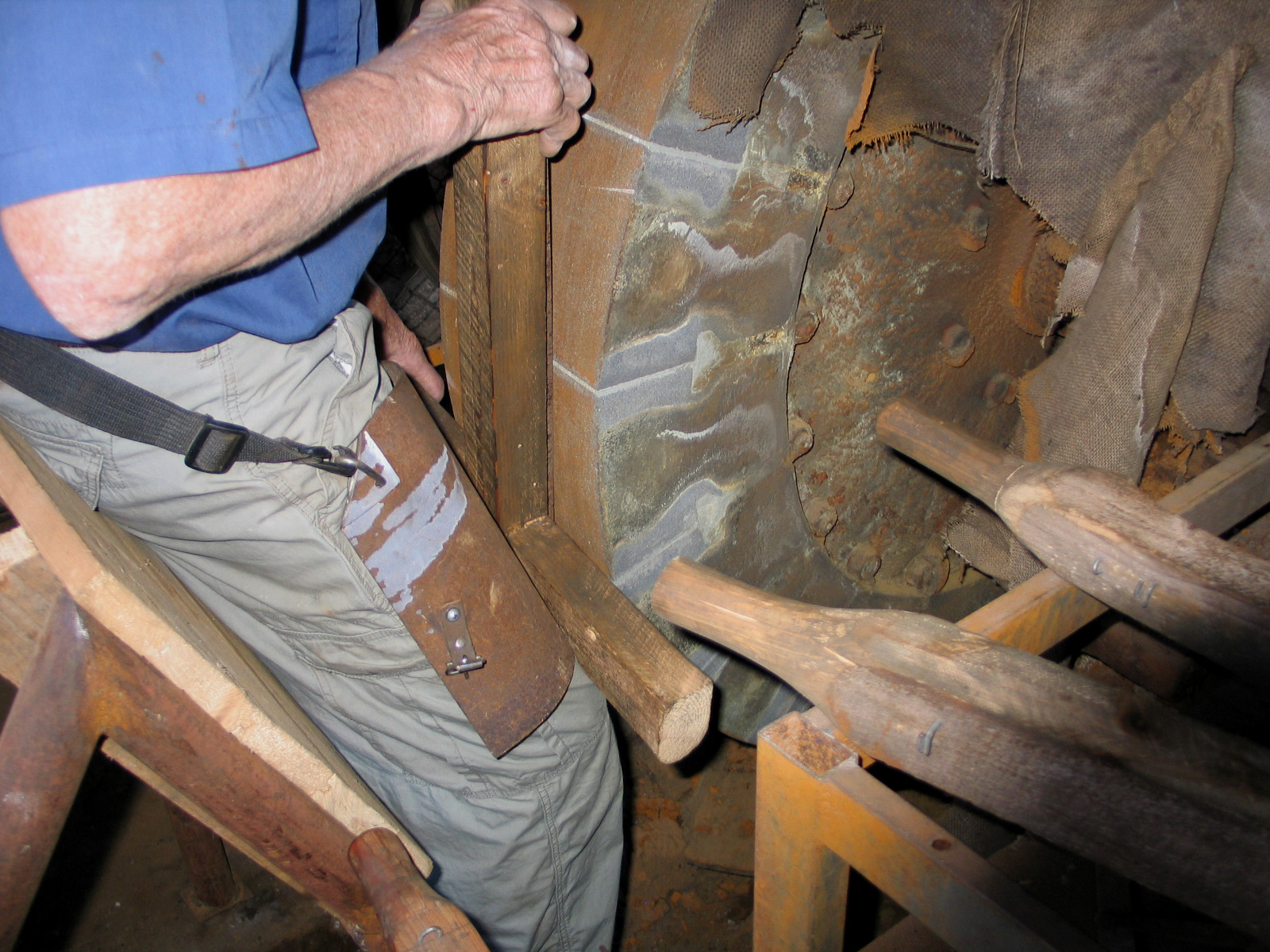
Slipning på slipsten
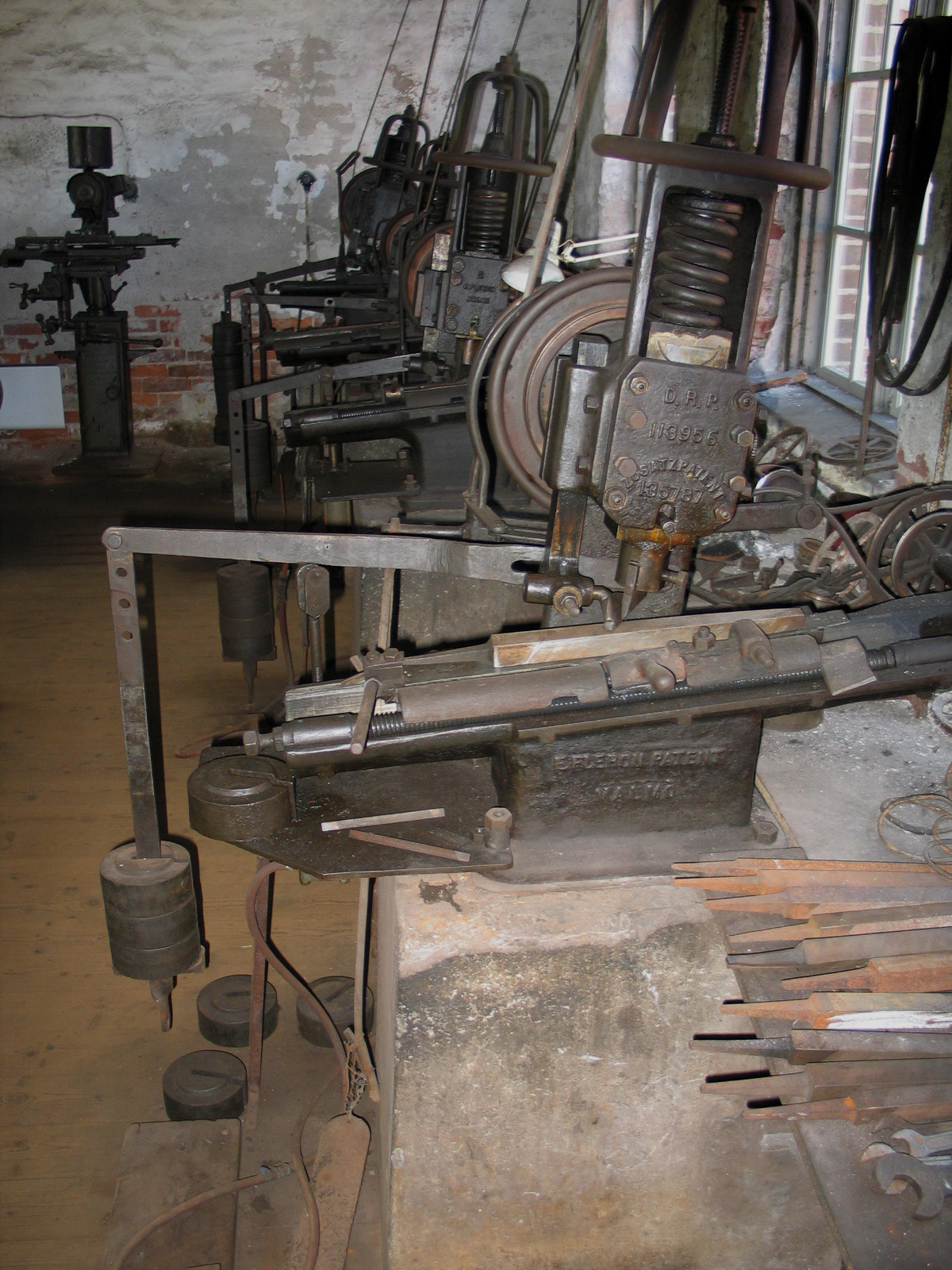
Filhuggarverkstaden
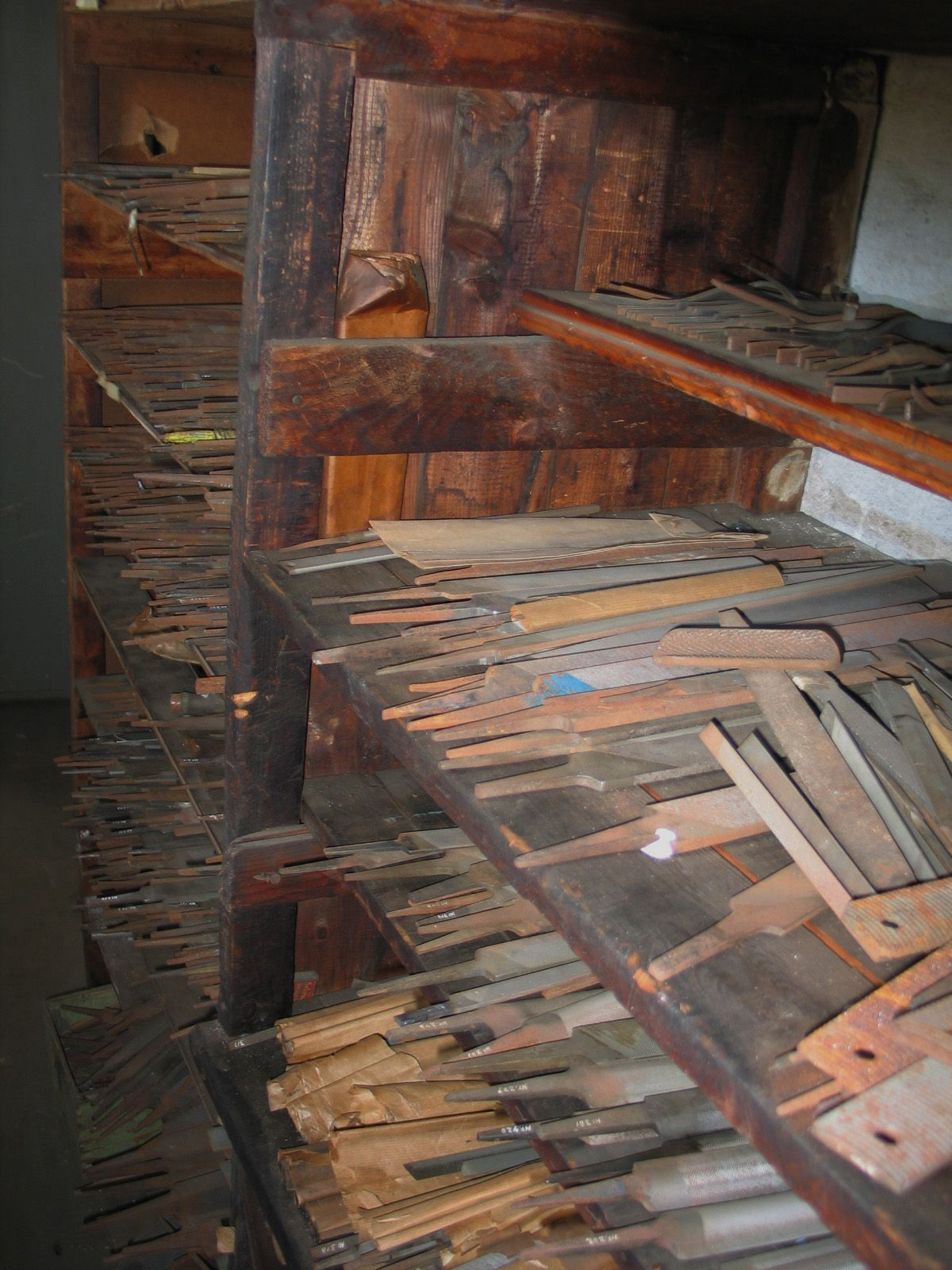
Från packrummet